# زرگر (خوسف)
زرگر یک روستا در ایران است که در دهستان براکوه شهرستان خوسف واقع شده‌است. زرگر ۵۰ نفر جمعیت دارد.